# 2009-es angol labdarúgó-szuperkupa
A 2009-es angol labdarúgó-szuperkupa, más néven FA Community Shield az FA Community Shield 87. kiírása volt; egy labdarúgó-mérkőzés a bajnokság és az FA-kupa győztese között. A mérkőzést a londoni Wembley Stadionban rendezték 2009. augusztus 9-én, a két résztvevő a 2008–2009-es Premier League bajnoka, a Manchester United, és a 2008–2009-es FA-kupa győztese, a Chelsea volt, ugyanúgy, mint a 2007-es mérkőzésen. A találkozó 2–2-es döntetlennel zárult – a gólokat Nani és Wayne Rooney szerezte a Manchester Unitednek, illetve Ricardo Carvalho és Frank Lampard a Chelsea-nek –, a büntetőpárbaj során pedig a Chelsea 4–1-re győzött, így 2005 óta először ismét ők vihették haza a trófeát.

## Részletek
| 2009. augusztus 9. 15:00 BST | Chelsea                  | 2 – 2       | Manchester United     | Wembley Stadion, London Nézőszám: 85 896 Játékvezető: Chris Foy (Merseyside) |
| 2009. augusztus 9. 15:00 BST | Carvalho 52' Lampard 70' | Jegyzőkönyv | Nani 10' Rooney 90+2' | Wembley Stadion, London Nézőszám: 85 896 Játékvezető: Chris Foy (Merseyside) |

|                              |       | 11-esekkel         |  |
| Lampard Ballack Drogba Kalou | 4 – 1 | Giggs Carrick Evra |  |

| Chelsea | Manchester United |

| CHELSEA:        |    |                    |         |
|                 |    |                    |         |
| GK              | 1  | Petr Čech          |         |
| RB              | 2  | Branislav Ivanović | 13' 46' |
| CB              | 6  | Ricardo Carvalho   |         |
| CB              | 26 | John Terry (csk)   |         |
| LB              | 3  | Ashley Cole        |         |
| DM              | 12 | John Obi Mikel     | 65'     |
| RM              | 5  | Michael Essien     |         |
| LM              | 15 | Florent Malouda    | 78'     |
| AM              | 8  | Frank Lampard      |         |
| CF              | 39 | Nicolas Anelka     | 84'     |
| CF              | 11 | Didier Drogba      |         |
| Cserék:         |    |                    |         |
| GK              | 40 | Hilário            |         |
| DF              | 17 | José Bosingwa      | 46'     |
| DF              | 33 | Alex               |         |
| DF              | 35 | Juliano Belletti   |         |
| MF              | 13 | Michael Ballack    | 65'     |
| MF              | 20 | Deco               | 78'     |
| FW              | 21 | Salomon Kalou      | 84'     |
| Edző:           |    |                    |         |
| Carlo Ancelotti |    |                    |         |

| MANCHESTER UNITED: |    |                     |         |
|                    |    |                     |         |
| GK                 | 12 | Ben Foster          |         |
| RB                 | 22 | John O'Shea         | 75'     |
| CB                 | 5  | Rio Ferdinand (csk) |         |
| CB                 | 23 | Jonny Evans         |         |
| LB                 | 3  | Patrice Evra        | 80'     |
| RM                 | 17 | Nani                | 63'     |
| CM                 | 24 | Darren Fletcher     | 75'     |
| CM                 | 16 | Michael Carrick     |         |
| LM                 | 13 | Pak Csiszong        | 75'     |
| CF                 | 10 | Wayne Rooney        |         |
| CF                 | 9  | Dimitar Berbatov    | 4' 75'  |
| Cserék:            |    |                     |         |
| GK                 | 29 | Tomasz Kuszczak     |         |
| DF                 | 20 | Fábio               | 75'     |
| MF                 | 11 | Ryan Giggs          | 75'     |
| MF                 | 18 | Paul Scholes        | 75'     |
| MF                 | 25 | Antonio Valencia    | 63'     |
| MF                 | 28 | Darron Gibson       |         |
| FW                 | 7  | Michael Owen        | 86' 75' |
| Edző:              |    |                     |         |
| Sir Alex Ferguson  |    |                     |         |

| JÁTÉKVEZETŐK - Asszisztensek: - Philip Sharp (Hertfordshire) - Simon Beck (Essex) - Negyedik játékvezető: Lee Mason (Lancashire) A MÉRKŐZÉS JÁTÉKOSA - Ricardo Carvalho (Chelsea) | SZABÁLYOK - 90 perces játékidő. - Büntetőpárbaj, ha az állás 90 perc után döntetlen. - Hét nevezett cserejátékos. - Legfeljebb hat cserelehetőség. |

## Lásd még
- 2008–2009-es angol labdarúgó-bajnokság (első osztály)
- 2008–2009-es angol labdarúgókupa